# Finnish International 2010
Die Finnish International 2010 fanden vom 22. bis zum 25. April 2010 in Vantaa statt. Es war die 14. Austragung dieser internationalen Meisterschaften von Finnland im Badminton.

## Medaillengewinner
| Disziplin    | Gold                                       | Silber                                 | Bronze                                 |
| ------------ | ------------------------------------------ | -------------------------------------- | -------------------------------------- |
| Herreneinzel | Raul Must                                  | Ville Lång                             | Taufiq Hidayat Akbar                   |
| Herreneinzel | Raul Must                                  | Ville Lång                             | Wisnu Haryo Putro                      |
| Dameneinzel  | Anastassija Prokopenko                     | Karin Schnaase                         | Perrine Lebuhanic                      |
| Dameneinzel  | Anastassija Prokopenko                     | Karin Schnaase                         | Helen Davies                           |
| Herrendoppel | Sébastien Vincent Laurent Constantin       | Andrei Iwanow Andrej Ashmarin          | Tuomas Palmqvist Jesper von Hertzen    |
| Herrendoppel | Sébastien Vincent Laurent Constantin       | Andrei Iwanow Andrej Ashmarin          | Taufiq Hidayat Akbar Wisnu Haryo Putro |
| Damendoppel  | Barbara Matias Elisa Chanteur              | Jenny Nyström Mathilda Lindholm        | Saara Hynninen Leena Löytömäki         |
| Damendoppel  | Barbara Matias Elisa Chanteur              | Jenny Nyström Mathilda Lindholm        | Oona Seppälä Sofie Alm                 |
| Mixed        | Mikkel Delbo Larsen Mie Schjøtt-Kristensen | Andrej Ashmarin Anastassija Prokopenko | Eetu Heino Noora Virta                 |
| Mixed        | Mikkel Delbo Larsen Mie Schjøtt-Kristensen | Andrej Ashmarin Anastassija Prokopenko | Marko Pyykönen Karoliine Hõim          |